# Linda Kvam
Linda Kristine Kvam (Tønsberg, 7 giugno 1972) è una cantante norvegese.

## Biografia
Dopo aver lavorato ad album di altri artisti nel corso degli anni '90, Linda Kvam ha pubblicato il suo album di debutto, Refused, nel 1998. Nel 2003 la cantante ha partecipato al Melodi Grand Prix, il programma di selezione del rappresentante norvegese per l'Eurovision Song Contest, dove si è piazzata al 5º posto su 12 finalisti con il suo inedito You've Got a Hold on Me. Nel 2010 ha pubblicato il suo secondo album Anything for Love, che è diventato il suo primo ingresso nella classifica norvegese, dove ha raggiunto la 28ª posizione.

## Discografia

### Album in studio
- 1998 – Refused
- 2010 – Anything for Love
- 2018 – Between a Rock and a Hard Place

### Singoli
- 1997 – Looking Through the Eyes of a Child
- 1997 – Who Needs a Broken Heart
- 2003 – You've Got a Hold on Me
- 2009 – Det ska'kke stå på meg
- 2010 – Anything for Love
- 2011 – Kick the Habit (con Anders Sinnes)
- 2014 – Baby Don't Ask (con Big Hand)
- 2018 – Between a Rock and a Hard Place